# Marcello Abbado
Marcello Abbado (Milán, 7 de octubre de 1926-Stresa, 4 de junio de 2020) fue un pianista y compositor italiano, hijo del violinista Michelangelo Abbado.

## Biografía
Perteneció a una importante familia de músicos, siendo hijo del violinista Michelangelo, hermano de Claudio, y padre de Roberto. Inició sus estudios con Gianandrea Gavazzeni, para continuarlos después en el Conservatorio de Milán, donde fue alumno de R. Lorenzoni, su profesor de piano, y de G. C. Paribeni. Logró la diplomatura en 1944 y en 1947.
En 1944 inició una larga serie de conciertos, tanto como solista, como colaborador o director de los principales grupos italianos, realizando conciertos incluso en el extranjero. A partir de 1950 impartió clases en diversos conservatorios italianos, tales como en el de Cagliari, Venecia, o Milán, donde instruyó clases de piano, en el de Parma, donde enseñó armonía y contrapunto, o en el de Bolonia, donde se dedicó a aleccionar composición.
Entre 1958 y 1966 fue director del conservatorio Giuseppe Nicolini, en Piacenza, y más tarde, de 1966 a 1972, fue director en el conservatorio estatal Gioacchino Rossini de Pésaro. Desde 1972 hasta 1996 estuvo ejerciendo de director en el conservatorio Giuseppe Verdi de Milán.
Durante una docena de años consecutivos, desde 1980 hasta 1992, presidió un concurso internacional de piano, en el cual han ejercido de jurado pianistas de renombre tales como Ludwig Hoffman, Sergio Perticaroli, Bruno Canino, Hans Fazzari, Jan Micault, o Carlos Cebro.
Colaboró en numerosas ocasiones con el compositor Roberto Goitre, con el que tiene una profunda amistad.
Falleció a los noventa y tres años mientras dormía en su domicilio de Stresa, la noche del 3 al 4 de junio de 2020.

## Obras
- 15 Poesie T'ang, para voz y cuatro instrumentos.
- Aus dem klavier, para piano.
- Chaconne, para violín.
- Ciapo, para voz y cuatro instrumentos.
- Concerto, para orquesta.
- Costruzioni, para orquesta.
- Danza, para piano.
- Divertimento, para cuatro instrumentos de viento y piano.
- Doppio concerto, para violín, piano y orquesta de cámara
- Hommage à C. Debussy, para orquesta.
- Lamento per la morte della madre, para piano.
- Musica, para orquesta.
- Riverberazioni, para flauta, oboe, fagot y piano.
- Quartetto n. 3, para cuerda.
- Scena senza storia, ballet.
- Variazioni sopra un tema di Mozart, para orquesta.